# Synergie
Die Synergie (oder der Synergismus; griechisch συνεργία synergía, oder συνεργισμός synergismós, „die Zusammenarbeit“) bezeichnet das Zusammenwirken von Lebewesen, Stoffen oder Kräften im Sinne von „sich gegenseitig fördern“ bzw. einen daraus resultierenden gemeinsamen Nutzen.
Aristoteles’ These „Das Ganze ist mehr als die Summe seiner Teile“ kann man als eine Umschreibung des Begriffs Synergie auffassen; auf dieser These basiert der Holismus.
Synergien werden interdisziplinär als Erkenntnisobjekt in der Synergetik untersucht.

## Theologie
Der Synergismus ist in der christlichen Dogmatik die „Mitwirkung“ des menschlichen Willens bei der Rechtfertigung. Während des synergistischen Streits in der Reformationszeit warfen die Gnesiolutheraner Philipp Melanchthon und seiner Schule vor, Verfechter des Synergismus zu sein. Die strenge Lehre der Gnesiolutheraner, die sich auf Luther stützten, hielt an der absoluten Unfähigkeit des natürlichen Willens fest, bei der Rechtfertigung mitzuwirken. Allerdings vertrat Melanchthon primär eine an Confessio Augustana Artikel 18 angelehnte und damit auch von Luther vertretene Position: Der Mensch ist in weltlichen Handlungen frei, „ohne Gnad, Hilf und Wirkung des Heiligen Geistes vermag der Mensch aber nicht Gott gefällig zu werden“.
Die seit 1557 in der deutschen Evangelischen Kirche aufkommenden synergistischen Streitigkeiten hatten dieses Thema zum Inhalt und wurden nach und nach beigelegt. Das spätere Luthertum näherte sich Melanchthons Sicht der Rechtfertigung an, die Mitwirkung des Menschen bei der Rechtfertigung erfolge nicht mit dessen natürlichen, sondern mit den durch die vorbereitende Gnade geschenkten Kräften.

## Wirtschaft
In der Wirtschaft entstehen Synergieeffekte durch Skaleneffekte (englisch economies of scale), Verbundeffekte (englisch economies of scope) und Dichtevorteile (englisch economies of density). Sie können durch verschiedene Formen der Zusammenarbeit (z. B. durch Kooperation oder Kollusion) angestrebt werden, z. B. durch Joint Ventures, durch die Fusion oder den Unternehmenskauf von zwei oder mehr selbstständigen Unternehmen zu einem Unternehmen.
Die zusammenarbeitenden Wirtschaftssubjekte sind in der Regel bestrebt, ihren Nutzen zu maximieren. Das kann dazu führen, dass eines von ihnen mehr Nutzen hat als jedes einzelne vor der Kooperation.
Die Spieltheorie untersucht mit wissenschaftlichen Methoden Vorgänge, bei denen Nutzeffekte auch implizit (ohne gezielte Planung) auftreten, z. B. bei Konkurrenzdruck. Theoretische Grundlagen für die Spieltheorie erarbeitete u. a. John Nash; er stellte 1950 das Nash-Gleichgewicht vor. Dafür erhielt er 1995 den Nobelpreis für Wirtschaftswissenschaften.
Manche Marktteilnehmer konkurrieren und kooperieren; dies nennt man Coopetition oder Koopetition. Auch ihr Marktverhalten ist Untersuchungsgegenstand der Spieltheorie.

## Pharmakologie
Von Synergie spricht man auch in der Pharmakologie (und in der Heilkunde), wenn zwei gleichzeitig eingenommene Medikamente ihre Wirkungen gegenseitig verstärken.
Ein Beispiel ist die synergistische Wirkung von Sulfonamiden und Trimethoprim.

## Chemie
Auch beim Zusammenwirken von Chemikalien spricht man von synergetischen bzw. synergistischen Effekten, wenn sich die kombinierten Wirkungen potenzieren. Dies geschieht z. B. bei halogenierten Flammschutzmitteln in Kombination mit Antimonoxid sowie auch bei der Zusammenstellung von Raketentreibstoffen (Oberth-Effekt).

## Forstwirtschaft
Eine Bedeutung erhält der Begriff auch im Waldbau, auch als Synergismus. Er bezeichnet dort die erhöhte Produktivität eines Mischbestandes auf einem Standort im Vergleich zu einem Reinbestand bei gleicher Stammzahl. Die Steigerung lässt sich durch bessere Ausnutzung (z. B. durch gestufte Bestandesschicht oder unterschiedliche Ansprüche der verschiedenen Baumarten) oder Verbesserung (z. B. durch bessere Zersetzung der „Mischstreu“) der standörtlichen Gegebenheiten erklären.

## Philosophie
Allgemein wird der Begriff in der abstrakteren Bedeutung „Synergieeffekt“ benutzt, wenn Konzepte, Prozesse oder Strukturen sich gegenseitig ergänzen. Diese Verwendung wurde von Richard Buckminster Fuller maßgeblich mitgeprägt, der damit u. a. in der Architektur die Eigenschaften seiner Domes oder geodätischen Kuppeln erklärte.

## Physiologie und Anatomie
Das einfachste Beispiel synergistischer Wirkungen ist das harmonische Zusammenspiel von Muskelgruppen. Synergistische Muskeln sind zum Beispiel alle Muskeln, die an einem bestimmten Gelenk zu ein und derselben Bewegung beitragen, zum Beispiel eine Beugung bewirken, vgl. Agonisten. Darüber hinaus wird in der Physiologie mit Synergie auch die Organisation des ZNS beschrieben. Damit ist das Zusammenwirken verschiedener Hirnstrukturen gemeint. So ist in der Motorik bei komplexen Bewegungsabläufen ein Zusammenspiel verschiedener somatotopisch gegliederter Hirnareale erforderlich. Solche Hirnareale sind zum Beispiel die verschiedenen motorischen Projektionsfelder (PS, EPS), Stammganglien, Kleinhirn usw. Dies ist erforderlich, um Bewegungsabläufe abzustimmen und zu koordinieren. Störungen dieser Abläufe können sich zum Beispiel als Ataxie oder Apraxie bemerkbar machen. Ähnlich wie man bei Muskelgruppen Agonisten und Antagonisten unterscheidet, gibt es nicht nur im Nervensystem eine Vielzahl von Systemen, die sich untereinander als Gegenspieler erweisen, so die bereits genannten Systeme PS und EPS in der Motorik, das sympathische und parasympathische Nervensystem sowie unterschiedliche z. T. gegenläufige biochemische bzw. hormonelle Regulierungen, die ebenfalls auf höherer Ebene vom Nervensystem (Neurohypophyse) aus gesteuert werden. Gegenspieler können unter bestimmten Umständen auch zusammenwirken, da sie ganz unterschiedlichen Steuerungsmechanismen unterliegen. Dieses Phänomen wird in der Physiologie auch als Synergismus bezeichnet.